# Кунчо Кунев
Кунчо Илиев Кунев е български политик от БКП.

## Биография
Роден е на 8 май 1934 г. в ловешкото село Бежаново. Завършва през 1957 г. агрономия във Висшия селскостопански институт „Георги Димитров“ в София. В института е член на ръководството на младежката организация. След завършването си е инструктор в Ленинския районен комитет и в ЦК на ДКМС. Между 1961 и 1966 г. е първи секретар на Окръжния комитет на ДКМС в Плевен. През 1966 г. е назначен за първи секретар на Градския комитет на БКП в Червен бряг, а впоследствие е секретар на Окръжния комитет на БКП в Плевен, отговарящ за въпросите на селското стопанство. Бил е инспектор в ЦК на БКП. От 1977 до 1979 г. е заместник-председател на Държавния комитет за наука, технически прогрес и висше образование. След това става секретар на Окръжния комитет на БКП в Плевен. От 1983 г. е председател на Изпълнителния комитет на Окръжния народен съвет в Плевен. Остава на поста до 1986 г., когато е избран за първи секретар на Окръжния комитет на БКП в Плевен. От 1981 до 1990 г. е кандидат-член на ЦК на БКП. Починал на 12 октомври 2015 г.